# Wojna rzymsko-sasanidzka (421–422)
Wojna rzymsko-sasanidzka – wojna stoczona w latach 421–422 między cesarstwem wschodniorzymskim a Sasanidami.

## Przebieg
Po śmierci władcy Persji Jezdegerda I w 421 tron objął jego syn Bahram V. Nowy władca zmienił dotychczasową politykę religijną i wznowił prześladowania chrześcijan, co oburzyło Cesarstwo Rzymskie i stało się przyczyną wybuchu wojny. Doszło do kilku nielicznych starć oddziałów rzymskich z sasanidzkimi, w których wojska sasanidzkie poniosły porażkę. Bahram V zgodził się na rokowania pokojowe z cesarzem wschodniorzymskim Teodozjuszem II, zgodnie z którymi zapewniono chrześcijanom swobodę wyznania w całej Persji. Rzymianie zgodzili się natomiast na tolerancję religijną dla wyznawców zaratusztrianizmu na terenie swojego państwa.